# A Fővárosi Nagycirkusz 2016-os évadja
Ez a szócikk a Fővárosi Nagycirkuszhoz kapcsolódó fejezet.
| A Fővárosi Nagycirkusz évadjai | A Fővárosi Nagycirkusz évadjai | A Fővárosi Nagycirkusz évadjai |
| ------------------------------ | ------------------------------ | ------------------------------ |
| ← Előző                        | 2016                           | Következő →                    |
| 2015                           | 2016                           | 2017                           |

A Fővárosi Nagycirkusz 2016-os évadja január 7-én kezdődött és 2017. január 8-án ért véget. A Nagycirkusz negyedik nemzeti cirkuszévadja során összesen négy különböző műsort mutattak be, valamint ismét megrendezésre került a Budapesti Nemzetközi Cirkuszfesztivál.

## Az évad műsorai
| Az előadás címe                           | Szezon      | Premier előadás    | Utolsó előadás      | Megjegyzések                                                  |
| ----------------------------------------- | ----------- | ------------------ | ------------------- | ------------------------------------------------------------- |
| 11. Budapesti Nemzetközi Cirkuszfesztivál | fesztivál   | 2016. január 7.    | 2016. január 11.    | A Budapesti Nemzetközi Cirkuszfesztivál tizenegyedik versenye |
| Fesztikon                                 | tél         | 2016. január 16.   | 2016. február 28.   | A 11. Nemzetközi Cirkuszfesztivál válogatásműsora             |
| Atlantisz gyermekei                       | tavasz–nyár | 2016. március 12.  | 2016. augusztus 28. | Vízi cirkusz                                                  |
| Lúdas Matyi a cirkuszban                  | ősz         | 2016. október 1.   | 2016. november 6.   | Artista-színész-zenés-táncos összművészeti produkció          |
| Dima karácsonya                           | ősz         | 2016. november 12. | 2017. január 8.     | Hagyományos cirkuszi előadás                                  |

## 11. Budapesti Nemzetközi Cirkuszfesztivál
A 11. Budapesti Nemzetközi Cirkuszfesztivál 2016. január 7. és 11. között került megrendezésre. A hagyományoknak megfelelően a művészek ezúttal is „A” és „B” műsorban, három-három előadásban léptek a közönség és a zsűri elé. Az eseménysort a zárónapi gálaelőadások zárták.

## Fesztikon

### Műsorrend
- Family Urunov – kutyaszám (Oroszország)
- Totti Alexis – bohóc (Spanyolország)
- Paul Chen – monocikli (Németország)
- Silver Power – erőemelő szám (Magyarország)
- Jeton – zsonglőr (Németország)
- Family Urunov – Liberty: lovas szám (Oroszország)
- O.G. Juniors – ugródeszkaszám (Magyarország)
- Extreme Fly – nyújtószám (Ukrajna)
- Eonys – rúdszám (Franciaország)
- Family Urunov – Cabriolet: lovas szám (Oroszország)
- Duo Pykhov – drótszám (Oroszország)
- Sergey Novikov – gurtniszám (Ukrajna)
- Skokov csoport – hintaszám (Oroszország)

## Atlantisz gyermekei

### Szereplők
- Teibler csoport – ugródeszkaszám
- Demjén Natália – tissue-szám
- Lilia Maximenko – kutyaszám
- Kronzhko Roman – kínai rúd
- Goncharova Levgeniia – lábzsonglőr
- De Moura Lima Diogena Carla – papagájszám
- Polupoltinnykh Anastasiia és Antonyuk Vladimir – handstandszám
- Antonyuk Vladimir, Braichenko Serhii és Koch-Kukes Maria – illuzionista produkció
- Syulgina Maria és Pisarev Evgeny – trapézszám
- Tarsoly Krisztina – tündér-bohóclány
- Kristóf Krisztián – zsonglőr
- Peshkov Vasily, Polupoltinnykh Anastasiia és Moiseeva Irina – magasdrótszám
- Syulgina Maria és Pisarev Evgeny – Quick Change
- Pokhorova Angelina – gurtniszám

## Lúdas Matyi a cirkuszban
A Fővárosi Nagycirkusz 2016 őszén Lúdas Matyi a cirkuszban címmel artista-zenés-táncos összművészeti produkciót állított színre Fazekas Mihály Lúdas Matyi című elbeszélő költeménye alapján. A műsorhoz május 10-én és 11-én tartottak meghallgatást a MACIVA Művésztelepen. A bemutató időpontja 2016. október 1. volt.

### Szereplők
| Szerep                                   | Szereplő                                                                                                   |
| ---------------------------------------- | --- |
| Matyi                                    | Endrédy Gábor / Kabai Alex                                                                                 |
| Matyi anyja                              | Felföldi Anikó                                                                                             |
| Döbrögi                                  | Konter László                                                                                              |
| Lúd 1 – alázat                           | Lukácsa Petra Dorka                                                                                        |
| Lúd 2 – szelídség                        | Tamás Patrícia                                                                                             |
| Lúd 3 – szorgalom                        | Markó Fruzsina                                                                                             |
| Lúd 4 – tisztaság                        | Svébis Dóra                                                                                                |
| Lúd 5 – hűség                            | Rieberger-Kiss Borbála                                                                                     |
| Lúd 6 – egyensúly                        | Szoó Regina                                                                                                |
| Lúd 7 – irgalom                          | Gábor Anita                                                                                                |
| Matyi barátja – disznópásztor            | Rieberger Norbert                                                                                          |
| Matyi barátja – hentes fiú               | Bényei Marcell                                                                                             |
| Matyi barátja – csizmadia                | Kardos Levente                                                                                             |
| Matyi barátja – tojásárus                | Terebesi Tamás Dominik                                                                                     |
| Matyi barátja – kacatárus                | Fülemen Tamás Attila                                                                                       |
| Matyi barátja – női kellékárus           | Baumann Bence                                                                                              |
| A falu bolondja                          | Méhes Csaba                                                                                                |
| Kisbíró                                  | Maka Gyula                                                                                                 |
| Kardegyensúlyozó                         | Fábry Pál                                                                                                  |
| Gólyalábas mutatványos                   | Balog Ibolya „Zozo mama”                                                                                   |
| Állatidomár                              | Schneller László „Perinyó”                                                                                 |
| Hajdúk                                   | Gyarmathy Attila, Molnár Gyula és Zahalka László                                                           |
| Kecskepásztor / zsonglőr                 | Sárközi Tamás                                                                                              |
| Mutatványos / komikus tányérpörgető szám | Liviu Tudor                                                                                                |
| Kígyóbűvölő                              | Rezván Nikolett                                                                                            |
| Galambszám                               | Abdikerim Aisulu és Timur Akhtoty                                                                          |
| Dzsigit szám (kaszkadőrök)               | Lezsák Levente és csapata (A Babilon Lovas Egyesület tagjai: Vargyas Viktor, Horváth András, Majer István) |

## Dima karácsonya
A Dima karácsonya című klasszikus cirkuszműsort 2016. november 12-én mutatta be a Nagycirkusz.

### Műsorrend
1. rész
1. Nyitókép (Camelia Grbici, tánckar)
2. High5 – gumiasztal szám (Magyarország)
3. Apa műhelye – kalapácstánc
4. Alex Mruz – görgőszám (Ukrajna)
5. Eva Szwarcer – rúdszám (Németország)
6. Anya varrodája – selyemtánc
7. Abdikerim Aisulu és Timur Akhtoty – galambszám (Kazahsztán)
8. Karácsonyi készülődés
9. A Kazah Állami Cirkusz akrobatacsoportja – talajakrobatika (Kazahsztán)
10. Havanna Flying – fliegende (Kuba)

2. rész
1. The Lion King (Camelia Grbici, tánckar)
2. Duo Arkan – oroszlánszám (Románia)
3. „Állatsimogató”
4. Komenda Zsófia (Sophia) – levegő-rúdszám (Magyarország)
5. Zodieru Krisztián és Deli – elefántszám (Magyarország)
6. Emiliano Sanchez Alessi – horizontál zsonglőr (Olaszország)
7. Trio Power Line – erőemelő szám (Magyarország)
8. Együtt a család
9. Markin család – perzs szám (Oroszország)
10. Finálé